# Leverton & Sons

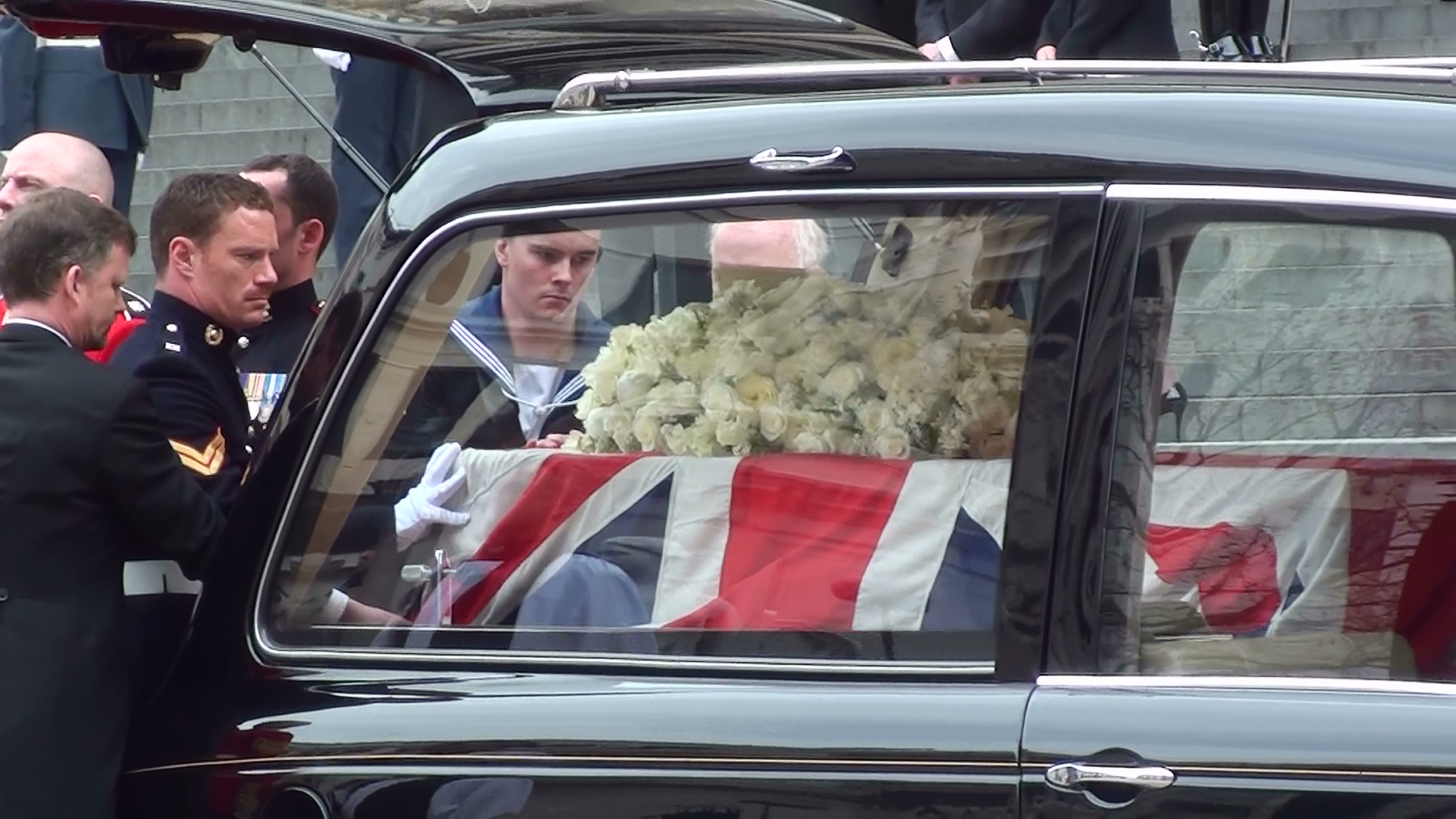
El ataúd de Margaret Thatcher siendo cargado en un coche fúnebre, 2013.

Leverton & Sons Ltd son directores funerarios de Camden, Londres y los directores funerarios actuales de la Casa Real británica. Establecida en 1789, la firma tiene su sede en Camden desde hace más de 200 años. Leverton & Sons organiza alrededor de 1000 funerales al año y entre los funerales que han organizado figuran los de George Orwell, Kenneth Williams, Michael Foot y Margaret Thatcher.
La firma fue nombrada por la Casa Real en 1991 y desde entonces ha organizado los funerales de Diana de Gales, Isabel Bowes-Lyon y Felipe de Edimburgo. Tras la muerte de Isabel II el 8 de septiembre de 2022, los restos de la reina fueron confiados a Leverton & Sons.

## Historia
Leverton & Sons fue fundada en 1789 por John Leverton (n. 1763). Leverton, un carpintero, se había mudado a Londres desde su Devon natal en la década de 1780 para trabajar en la fabricación de ataúdes. La empresa pasó a su hijo y luego a la línea familiar. En 2013 estaba siendo administrado por su tatara-tatara-tatara-tataranieto Clive Leverton, cuya hija y sobrino también eran directores. La empresa es una de las funerarias más antiguas del Reino Unido. La firma tiene su sede en Mornington Crescent, Camden, donde se mudó en 1888, pero ha estado en Camden por más de 200 años. Tiene sucursales en Golders Green, Kentish Town, Hampstead, Muswell Hill y Gospel Oak, todas en el norte de Londres.
Leverton & Sons se encarga de unos 1000 funerales al año; estos han incluido los funerales de Sir Henry Royce (f. 1933), George Orwell (f. 1950), Kenneth Williams (f. 1988), Michael Foot (f. 2010) y Margaret Thatcher (f. 2013). La firma también actuó para recuperar los cuerpos de Cora Crippen, asesinada por el doctor Hawley Harvey Crippen en 1910, y el dramaturgo Joe Orton, asesinado en 1967. Para el funeral de Thatcher, los servicios que brindó la empresa incluyeron la recogida del cuerpo en el Hotel Ritz; almacenamiento del cuerpo en su depósito de cadáveres en Ferdinand Place, Chalk Farm; preparación del cuerpo y provisión de un coche fúnebre y portadores del féretro para llevarlo a la iglesia de St Clement Danes. La empresa también mantuvo a mano banderas, ramos de flores y un coche fúnebre de repuesto en caso de que alguno sufriera daños.
Leverton & Sons ganó un premio en los Good Funeral Awards en 2013 por presentar un coche fúnebre eléctrico que no daña el medio ambiente. En 2014, Leverton & Sons apareció en un episodio de The One Show de la BBC, filmado en noviembre de 2013. En julio de 2022, la firma adquirió su primer coche fúnebre con motor eléctrico, un Nissan Leaf. El vehículo costó £109 950 y fue convertido por el carrocero británico Wilcox Limousines.

## Nombramiento real

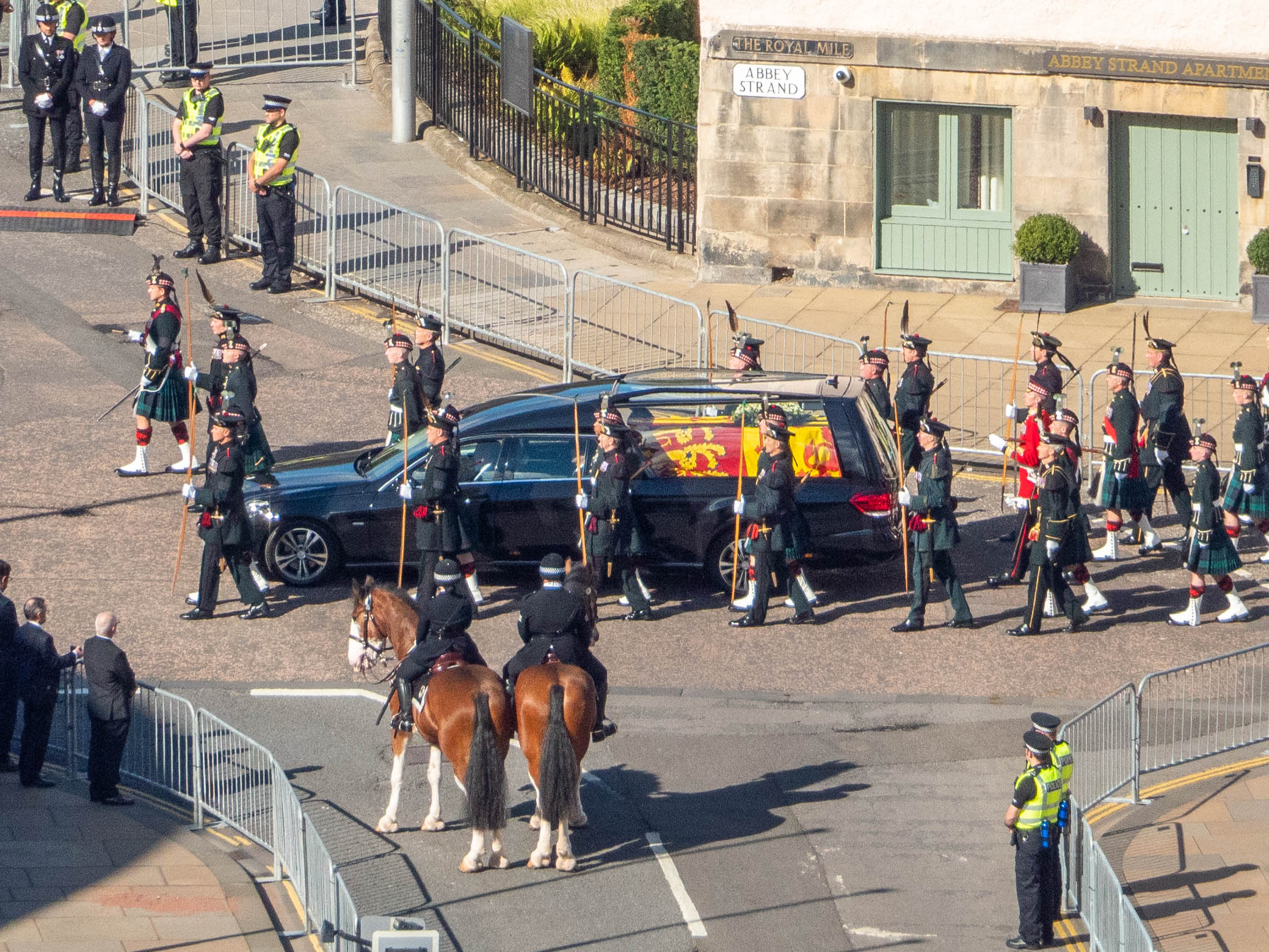
Ataúd de Isabel II, llevado por un coche fúnebre de William Purves en Edimburgo.

Leverton & Sons fueron nombrados directores funerarios de la Casa Real en 1991. Clive Leverton señala que no hubo un contrato formal por escrito y que «realmente fue solo un apretón de manos». Una de las condiciones que la Casa Real puso a la firma fue que el nombramiento no afectara a su servicio a los clientes existentes. La compañía lo demostró en 1997 cuando organizó el funeral de la princesa Diana de Gales. Leverton & Sons tenía otros 28 funerales reservados en el período entre su muerte (31 de agosto) y el funeral (6 de septiembre), todos los cuales se llevaron a cabo según lo planeado. La firma también ha organizado los funerales de la reina Isabel Bowes-Lyon, la reina madre (2002) y el príncipe Felipe de Edimburgo (2021). El 8 de septiembre de 2022, la empresa se hizo cargo de los restos de Isabel II tras su muerte en el Castillo de Balmoral y fue designada para organizar su funeral, aunque parte del trabajo en Escocia fue realizado por William Purves.
Leverton & Sons recibió los ataúdes de Isabel y Felipe al convertirse en los directores funerarios reales. Habían sido encargados por los enterradores reales anteriores a Henry Smith de Battersea, el último fabricante de ataúdes con sede en Londres. La firma también tiene a mano un «ataúd de primera llamada» en caso de una muerte real inesperada. En la investigación sobre la muerte de Diana de Gales, la empresa reveló que Leverton & Sons tenía a mano planes para gestionar los arreglos posteriores a la muerte de algunos miembros de la familia real y tenía un plan general para la repatriación de cuerpos en caso de muerte en el extranjero o en Escocia desde el cual el transporte por carretera no sería factible.